# 2011年の自転車競技大会
2011年に行われた自転車競技大会について記す。

## 世界選手権自転車競技大会

### シクロクロス
| 日程 | 開催地               | 性別 | 優勝者                   | 2位                    | 3位                    |
| ---- | -------------------- | ---- | ------------------------ | ---------------------- | ---------------------- |
| 1/30 | ザンクト・ヴェンデル | 男子 | ズデネーク・シュタイバー | スヴェン・ネイス       | ケヴィン・パウウェルス |
| 1/30 | ザンクト・ヴェンデル | 女子 | マリアンヌ・フォス       | キャサリン・コンプトン | カテジナ・ナッシュ     |

### トラックレース
3月23日〜27日  アペルドールン
| 性別 | 種目                 | 優勝者                   | 2位                        | 3位                        |
| ---- | -------------------- | ------------------------ | -------------------------- | -------------------------- |
| 男子 | スプリント           | グレゴリー・ボジェ       | ジェイソン・ケニー         | クリス・ホイ               |
| 男子 | ケイリン             | シェーン・パーキンス     | クリス・ホイ               | テーン・ムルダー           |
| 男子 | チームスプリント     | フランス                 | ドイツ                     | イギリス                   |
| 男子 | ポイントレース       | エドウィン・アビラ       | キャメロン・マイヤー       | モルガン・クネスキ         |
| 男子 | マディソン           | オーストラリア           | チェコ                     | オランダ                   |
| 男子 | 個人追抜             | ジャック・ボブリッジ     | ジェシー・サージェント     | マイケル・ヘップバーン     |
| 男子 | 団体追抜             | オーストラリア           | ロシア                     | イギリス                   |
| 男子 | 1kmタイムトライアル  | シュテファン・ニムケ     | テーン・ムルダー           | フランソワ・ペルヴィス     |
| 男子 | スクラッチ           | 郭灝霆                   | エリア・ヴィヴィアーニ     | モルガン・クネスキ         |
| 男子 | オムニアム           | マイケル・フライブルク   | シェーン・アーチボルト     | ハイス・ファン・フック     |
| 女子 | スプリント           | アンナ・メアーズ         | シモーナ・クルペツカイテー | ヴィクトリア・ペンドルトン |
| 女子 | ケイリン             | アンナ・メアーズ         | オルガ・パナリナ           | クララ・サンチェス         |
| 女子 | チームスプリント     | オーストラリア           | イギリス                   | 中国                       |
| 女子 | ポイントレース       | タツィアナ・シャラコヴァ | ヤルミラ・マチャコヴァ     | ジョルジャ・ブロンツィーニ |
| 女子 | 個人追抜             | サラ・ハマー             | アリソン・シャンクス       | ヴィリヤ・セライカイテー   |
| 女子 | 団体追抜             | イギリス                 | アメリカ合衆国             | ニュージーランド           |
| 女子 | 500mタイムトライアル | オルガ・パナリナ         | サンディ・クレール         | ミーリアム・ヴェルテ       |
| 女子 | スクラッチ           | マリアンヌ・フォス       | キャサリン・バテス         | ダニエーレ・キング         |
| 女子 | オムニアム           | タラ・ホイッテン         | サラ・ハマー               | キルステン・ウィルト       |

### バイクマラソン
| 日程 | 開催地           | 性別 | 優勝者               | 2位                      | 3位                      |
| ---- | ---------------- | ---- | -------------------- | ------------------------ | ------------------------ |
| 6/26 | モンテベッルーナ | 男子 | クリストフ・ザウザー | ヤロスラフ・クルハヴィー | ミルコ・チェレスティーノ |
| 6/26 | モンテベッルーナ | 女子 | アンナ・ランワッド   | ザビーネ・シュピッツ     | エスター・スュス         |

### BMX
| 日程 | 開催地         | 性別 | 優勝者           | 2位                          | 3位                |
| ---- | -------------- | ---- | ---------------- | ---------------------------- | ------------------ |
| 7/30 | コペンハーゲン | 男子 | ジョリ・ドデ     | マーリス・シュトロムベルグス | マーク・ウィラーズ |
| 7/30 | コペンハーゲン | 女子 | マリアナ・パホン | サラ・ウォーカー             | マガリ・ポティエ   |

### マウンテンバイク
シャンペリ 8月31日～9月4日
| 性別     | 種目                  | 優勝者                   | 2位                              | 3位                          |
| -------- | --------------------- | ------------------------ | -------------------------------- | ---------------------------- |
| 男女混合 | チームリレー          | フランス                 | スイス                           | イタリア                     |
| 男子     | クロスカントリー      | ヤロスラフ・クルハヴィー | ニノ・シューター                 | ジュリアン・アプサロン       |
| 男子     | ダウンヒル            | ダニー・ハート           | ダミアン・スパニョーロ           | サムエル・ブレンキンソップ   |
| 男子     | フォークロス          | ミハル・プロコップ       | ローガー・リンダークネヒト       | ヨースト・ウィフマン         |
| 男子     | 20インチトライアル    | ベニト・ロス・チャラル   | アベル・ムスティエレス・ガルシア | ジユ・クステイエ             |
| 男子     | 26インチトライアル    | ジユ・クステイエ         | ケニー・ベラーイ                 | ヴァンサン・エルマンス       |
| 女子     | クロスカントリー      | キャサリン・ペンドレル   | マヤ・ヴウォシュチョヴスカ       | エヴァ・レヒナー             |
| 女子     | ダウンヒル            | エムリーヌ・ラゴ         | レイチェル・アサートン           | クレア・ブッチャー           |
| 女子     | フォークロス          | アネク・ベールテン       | フィオン・グリフィス             | セリーヌ・グロス             |
| 女子     | 20･26インチトライアル | カーリン・モール         | ヘンマ・アマント・コンダル       | ミレイア・アバント・コンダル |

### ロードレース
コペンハーゲン 9月19日～25日
| 性別 | 日程 | 種別             | 優勝者                     | 2位                      | 3位                            |
| ---- | ---- | ---------------- | -------------------------- | ------------------------ | ------------------------------ |
| 男子 | 9/21 | タイムトライアル | トニー・マルティン         | ブラッドリー・ウィギンス | ファビアン・カンチェラーラ     |
| 男子 | 9/25 | ロードレース     | マーク・カヴェンディッシュ | マシュー・ゴス           | アンドレ・グライペル           |
| 女子 | 9/20 | タイムトライアル | ユーディト・アルント       | リンダ・ウィルムセン     | エマ・プーリー                 |
| 女子 | 9/24 | ロードレース     | ジョルジャ・ブロンツィーニ | マリアンヌ・フォス       | イーナ＝ヨーコ・トイテンベルク |

## ロードレース

### UCIワールドツアー
| 日程       | レース名                               | 優勝者                           | 2位                        | 3位                            | ポイント賞                       | 山岳賞                       |
| ---------- | -------------------------------------- | -------------------------------- | -------------------------- | ------------------------------ | -------------------------------- | ---------------------------- |
| 1/18〜1/23 | ツアー・ダウンアンダー                 | キャメロン・マイヤー             | マシュー・ゴス             | ベン・スウィフト               | マシュー・ゴス                   | ルーク・ロバーツ             |
| 3/6〜3/13  | パリ〜ニース                           | トニー・マルティン               | アンドレアス・クレーデン   | ブラッドリー・ウィギンス       | ハインリヒ・ハウスラー           | レミ・ポリオル               |
| 3/9〜3/15  | ティレーノ〜アドリアティコ             | カデル・エヴァンス               | ロベルト・ヘーシンク       | ミケーレ・スカルポーニ         | ミケーレ・スカルポーニ           | ダヴィデ・マラカルネ         |
| 3/19       | ミラノ〜サンレモ                       | マシュー・ゴス                   | ファビアン・カンチェラーラ | フィリップ・ジルベール         | －                               | －                           |
| 3/21〜3/27 | カタルーニャ一周                       | アルベルト・コンタドール         | ミケーレ・スカルポーニ     | ダニエル・マーティン           | ルーベン・ペレス                 | ナイロ・キンタナ             |
| 3/27       | ヘント〜ウェヴェルヘム                 | トム・ボーネン                   | ダニエーレ・ベンナーティ   | タイラー・ファーラー           | －                               | －                           |
| 4/3        | ロンド・ファン・フラーンデレン         | ニック・ニュイエンス             | シルヴァン・シャヴァネル   | ファビアン・カンチェラーラ     | －                               | －                           |
| 4/4〜4/9   | バスク一周                             | アンドレアス・クレーデン         | クリス・ホーナー           | ロベルト・ヘーシンク           | アンドレアス・クレーデン         | ミヒャエル・アルバジーニ     |
| 4/10       | パリ〜ルーベ                           | ヨハン・ファンスュメレン         | ファビアン・カンチェラーラ | マールテン・チャリンヒー       | －                               | －                           |
| 4/17       | アムステルゴールドレース               | フィリップ・ジルベール           | ホアキン・ロドリゲス       | サイモン・ジェラン             | －                               | －                           |
| 4/20       | フレッシュ・ワロンヌ                   | フィリップ・ジルベール           | ホアキン・ロドリゲス       | サムエル・サンチェス           | －                               | －                           |
| 4/24       | リエージュ〜バストーニュ〜リエージュ   | フィリップ・ジルベール           | フランク・シュレク         | アンディ・シュレク             | －                               | －                           |
| 4/26〜5/1  | ツール・ド・ロマンディ                 | カデル・エヴァンス               | トニー・マルティン         | アレクサンドル・ヴィノクロフ   | マティアス・ブレンドレ           | クリス・アンカー・セレンセン |
| 5/7〜5/29  | ジロ・デ・イタリア                     | アルベルト・コンタドール         | ミケーレ・スカルポーニ     | ヴィンチェンツォ・ニバリ       | アルベルト・コンタドール         | ステファノ・ガルゼッリ       |
| 6/5〜6/12  | クリテリウム・デュ・ドフィネ           | ブラッドリー・ウィギンス         | カデル・エヴァンス         | アレクサンドル・ヴィノクロフ   | ホアキン・ロドリゲス             | ホアキン・ロドリゲス         |
| 6/11〜6/19 | ツール・ド・スイス                     | リーヴァイ・ライプハイマー       | ダミアーノ・クネゴ         | ステヴェン・クリュイスウェイク | ペーター・サガン                 | アンディ・シュレク           |
| 7/2〜7/24  | ツール・ド・フランス                   | カデル・エヴァンス               | アンディ・シュレク         | フランク・シュレク             | マーク・カヴェンディッシュ       | サムエル・サンチェス         |
| 7/30       | クラシカ・サンセバスティアン           | フィリップ・ジルベール           | カルロス・バレード         | フレフ・ファン・アヴェルマート | －                               | －                           |
| 7/31〜8/6  | ツール・ド・ポローニュ                 | ペーター・サガン                 | ダニエル・マーティン       | マルコ・マルカート             | ペーター・サガン                 | ミハウ・ゴワシュ             |
| 8/6〜8/14  | エネコ・ツアー                         | エドヴァルド・ボアソン・ハーゲン | フィリップ・ジルベール     | デヴィッド・ミラー             | エドヴァルド・ボアソン・ハーゲン | －                           |
| 8/21       | ヴァッテンフォール・サイクラシックス   | エドヴァルド・ボアソン・ハーゲン | ゲラルト・ツィオレック     | ボルト・ボジチュ               | －                               | －                           |
| 8/28       | GP西フランス・プルエー                 | グレガ・ボレ                     | サイモン・ジェラン         | トマ・ヴォクレール             | －                               | －                           |
| 9/9        | グランプリ・シクリスト・ド・ケベック   | フィリップ・ジルベール           | ロベルト・ヘーシンク       | リゴベルト・ウラン             | －                               | －                           |
| 8/20〜9/11 | ブエルタ・ア・エスパーニャ             | フアン・ホセ・コーボ             | クリス・フルーム           | ブラッドリー・ウィギンス       | バウク・モレマ                   | ダヴィ・モンクティエ         |
| 9/11       | グランプリ・シクリスト・ド・モンレアル | ルイ・コスタ                     | ピエリック・フェドリゴ     | フィリップ・ジルベール         | －                               | －                           |
| 10/5〜10/9 | ツアー・オブ・北京                     | トニー・マルティン               | デヴィッド・ミラー         | クリス・フルーム               | デニス・ガリムジャノフ           | イゴル・アントン             |
| 10/15      | ジロ・ディ・ロンバルディア             | オリヴァー・ツァウグ             | ダニエル・マーティン       | ホアキン・ロドリゲス           | －                               | －                           |

個人総合成績
| 優勝者                 | 2位                | 3位                      |
| ---------------------- | ------------------ | ------------------------ |
| フィリップ・ジルベール | カデル・エヴァンス | アルベルト・コンタドール |

### UCIコンチネンタルツアーHCレース
| 日程         | レース名                                                             | 優勝者                         | 2位                                  | 3位                        |
| ------------ | -------------------------------------------------------------------- | ------------------------------ | ------------------------------------ | -------------------------- |
| 1/23〜2/1    | ツール・ド・ランカウイ                                               | ホナタン・モンサルベ           | リバルド・ニーノ                     | エマヌエーレ・セッラ       |
| 2/26         | オムロープ・ヘット・ニウスブラット                                   | セバスティアン・ランヘヴェルト | フアン・アントニオ・フレチャ         | マシュー・ヘイマン         |
| 3/26         | E3プライス・フラーンデレン                                           | ファビアン・カンチェラーラ     | ユルヘン・ルラントス                 | ウラディミール・グセフ     |
| 3/26〜3/27   | クリテリウム・アンテルナシオナル                                     | フランク・シュレク             | ヴァシル・キリエンカ                 | レイン・ターラミャエ       |
| 3/29〜3/31   | デ・パンネ3日間                                                      | セバスティアン・ロスレル       | リーウ・ウェストラ                   | ミハウ・クヴィアトコヴスキ |
| 4/2          | グラン・プレミオ＝ミゲル・インドゥライン                             | サムエル・サンチェス           | アレクサンドル・コロブネフ           | ファビアン・ヴェークマン   |
| 4/6          | スヘルデプライス                                                     | マーク・カヴェンディッシュ     | デニス・ガリムジャノフ               | ヤウヘン・フタロヴィチュ   |
| 4/13         | ブラバントス・パイル                                                 | フィリップ・ジルベール         | ビェルン・ルクマンス                 | アントニー・ジェラン       |
| 4/19〜4/22   | ジロ・デル・トレンティーノ                                           | ミケーレ・スカルポーニ         | ティアゴ・マシャド                   | ルカ・アスカーニ           |
| 4/24〜5/1    | ツアー・オブ・ターキー                                               | アレクサンドル・エフィムキン   | アンドレイ・ゼイツ                   | ティボー・ピノ             |
| 5/1          | ルント・ウム・デン・フィナンツプラッツ・エシュボルン＝フランクフルト | ヨーン・デーゲンコルプ         | ジェローム・ボニエ                   | マイケル・マシューズ       |
| 5/4〜5/8     | ダンケルク4日間レース                                                | トマ・ヴォクレール             | ローラン・ピション                   | ズデネク・シュティバル     |
| 5/15〜5/22   | ツアー・オブ・カリフォルニア                                         | クリス・ホーナー               | リーヴァイ・ライプハイマー           | トム・ダニエルソン         |
| 5/25〜5/29   | ツール・ド・ベルギー                                                 | フィリップ・ジルベール         | フレフ・ファン・アヴェルマート       | ビェルン・ルクマンス       |
| 5/25〜5/29   | バイエルン一周                                                       | ジェライント・トーマス         | ニッキー・セレンセン                 | ミヒャエル・アルバジーニ   |
| 6/1〜6/5     | ツール・ド・ルクセンブルク                                           | リーヌス・ゲルデマン           | アレクサンドル・ジュニエズ           | トニ・ガロパン             |
| 6/5          | TD・バンク・インターナショナル・サイクリング・チャンピオンシップ     | アレックス・ラスムセン         | ペーター・サガン                     | ローベルト・フェルスター   |
| 7/3〜7/10    | ツアー・オブ・チンハイレイク                                         | グレゴル・ガズヴォラ           | ドミトリ・グルズレオパルト・ケーニヒ | カルロス・サストレ         |
| 7/3〜7/10    | オーストリア一周                                                     | フレドリック・ケシアコフ       | レオパルト・ケーニヒ                 | マテウシュ・タツィアク     |
| 7/23〜7/27   | ツール・ド・ワロニー                                                 | フレフ・ファン・アヴェルマート | ヨースト・ファン・レイエン           | ベン・ヘルマンス           |
| 8/3〜8/7     | ブエルタ・ア・ブルゴス                                               | ホアキン・ロドリゲス           | ダニエル・モレノ                     | フアン・ホセ・コーボ       |
| 8/3〜8/7     | デンマーク一周                                                       | サイモン・ジェラン             | ダニエーレ・ベンナーティ             | ミカエル・メルケフ         |
| 8/16         | トレ・ヴァッリ・ヴァレジーネ                                         | ダヴィデ・レベッリン           | ドメニコ・ポッツォヴィーヴォ         | ティボー・ピノ             |
| 8/16〜8/19   | ツール・デュ・リムザン                                               | ビェルン・ルクマンス           | マテュー・ラダニュー                 | フロリアン・ギユ           |
| 9/10         | パリ〜ブリュッセル                                                   | デニス・ガリムジャノフ         | ヤウヘン・フタロヴィチュ             | アントニー・ラヴァール     |
| 9/11         | グランプリ・ド・フルミー                                             | ギヨーム・ブロ                 | アレクサンダー・クリストフ           | ステファン・ファン・ダイク |
| 10/2         | ツール・ド・ヴァンデ                                                 | マルコ・マルカート             | ペリョ・ビルバオ                     | マキシム・ブエ             |
| 10/8         | ジロ・デッレミリア                                                   | カルロス・ベタンクール         | バウク・モレマ                       | リゴベルト・ウラン         |
| 10/9         | パリ〜ツール                                                         | フレフ・ファン・アヴェルマート | マルコ・マルカート                   | カスパー・クロスターガード |
| 10/13        | ジロ・デル・ピエモンテ                                               | ダニエル・モレノ               | フレフ・ファン・アヴェルマート       | ルカ・パオリーニ           |
| 10/23        | ジャパンカップ                                                       | ネイサン・ハース               | 西谷泰治                             | 佐野淳哉                   |
| 10/20〜10/28 | ツアー・オブ・ハイナン                                               | ヴァレンティン・イグリンスキー | ライナルト・ファン・レンズブルク     | アレクサンダー・シュミット |

### 全日本自転車競技選手権大会
6月12日・秋田県大潟村……個人タイムトライアル
6月26日・岩手県八幡平……個人ロードレース
| 日程 | 性別 | 種別             | 優勝者     | 2位        | 3位      |
| ---- | ---- | ---------------- | ---------- | ---------- | -------- |
| 6/12 | 男子 | タイムトライアル | 別府史之   | 佐野淳哉   | 西薗良太 |
| 6/26 | 男子 | ロードレース     | 別府史之   | 新城幸也   | 清水都貴 |
| 6/12 | 女子 | タイムトライアル | 萩原麻由子 | 上野みなみ | 井上玲美 |
| 6/26 | 女子 | ロードレース     | 萩原麻由子 | 片山梨絵   | 西加南子 |

### 日本開催国際レース
ジャパンカップサイクルロードレースは、UCIコンチネンタルツアーHCレースを参照。
| 日程         | レース名                   | 優勝者                       | 2位                          | 3位                      |
| ------------ | -------------------------- | ---------------------------- | ---------------------------- | ------------------------ |
| 5/26〜5/29   | ツール・ド・熊野 (2.2)     | フォルトゥナート・バリアーニ | ミゲル・アンヘル・ルビアーノ | 西谷泰治                 |
| 9/15〜9/18   | ツール・ド・北海道 (2.2)   | ミゲル・アンヘル・ルビアーノ | 張愠九                       | シモーネ・カンパニャーロ |
| 11/12〜11/13 | ツール・ド・おきなわ (2.2) | 盛一大                       | 西谷泰治                     | 佐野淳哉                 |

### 国内選手権
主な国の成績。日本については全日本選手権を参照のこと。
| 国名                    | 種別   | 男子優勝者                                      | 女子優勝者                               |
| ----------------------- | ------ | ----------------------------------------------- | ---------------------------------------- |
| オーストラリア          | ロード | ジャック・ボブリッジ                            | アレクシス・ロードス                     |
| オーストラリア          | ITT    | キャメロン・マイヤー                            | シャラ・ギロー                           |
| ニュージーランド        | ロード | ヘイデン・ルールストン                          | キャサリン・チートリー                   |
| ニュージーランド        | ITT    | ウェスリー・ゴフ                                | ソニア・ワデル                           |
| 南アフリカ共和国        | ロード | ダレン・リル                                    | メリッサ・ファン・デル・メルウェ         |
| 南アフリカ共和国        | ITT    | ダリル・インピー                                | チェリーズ・テイラー                     |
| オーストリア            | ロード | マティアス・クリーツェク                        | アンドレア・グラウス                     |
| オーストリア            | ITT    | [[]]                                            | [[]]                                     |
| ベラルーシ              | ロード | [[]]                                            | [[]]                                     |
| ベラルーシ              | ITT    | カンスタンツィン・シウツォウ                    | アレナ・アミアリュシク                   |
| ベルギー                | ロード | フィリップ・ジルベール                          | エヴェリン・アリス                       |
| ベルギー                | ITT    | [[]]                                            | [[]]                                     |
| カナダ                  | ロード | スヴェイン・タフト                              | ヴェロニク・フォルタン                   |
| カナダ                  | ITT    | スヴェイン・タフト                              | クララ・ヒューズ                         |
| クロアチア · ハンガリー | ロード | クリスティヤン・ジュラセク                      | ミア・ラドティチュ アニタ・ケンヨー      |
| クロアチア · ハンガリー | ITT    | クリスティヤン・ジュラセク ガーボル・フェイエス | ミア・ラドティチュ                       |
| チェコ · スロバキア     | ロード | ペーター・サガン                                | マルティナ・サーブリーコヴァー           |
| チェコ · スロバキア     | ITT    | イジー・フデツェク                              | マルティナ・サーブリーコヴァー           |
| デンマーク              | ロード | ニッキー・セレンセン                            | ユリエ・レト                             |
| デンマーク              | ITT    | ラスムス・クアーデ                              | アニカ・ラングヴァッド                   |
| エストニア              | ロード | マルト・オヤヴェー                              | [[]]                                     |
| エストニア              | ITT    | レイン・ターラミャエ                            | グレーテ・トライアー                     |
| フランス                | ロード | シルヴァン・シャヴァネル                        | クリステル＝フェリエ・ブリュノー         |
| フランス                | ITT    | クリストフ・ケルン                              | ジャニー・ロンゴ                         |
| ドイツ                  | ロード | ローベルト・ヴァーグナー                        | イーナ・トイテンベルク                   |
| ドイツ                  | ITT    | ベルト・グラプシュ                              | ユーディト・アルント                     |
| イギリス                | ロード | ブラッドリー・ウィギンス                        | エリザベス・アーミステッド               |
| イギリス                | ITT    | [[]]                                            | [[]]                                     |
| 香港                    | ロード | 揚応漢                                          | 傑米黃萬耀                               |
| 香港                    | ITT    | [[]]                                            | [[]]                                     |
| アイルランド            | ロード | マット・ブラマイアー                            | [[]]                                     |
| アイルランド            | ITT    | マット・ブラマイアー                            | キャロライン・ライアン                   |
| イスラエル              | ロード | アヤル・ラアト                                  | ダニエラ・レヴィ                         |
| イスラエル              | ITT    | [[]]                                            | [[]]                                     |
| イタリア                | ロード | ジョヴァンニ・ヴィスコンティ                    | ノエミ・カンテーレ                       |
| イタリア                | ITT    | アドリアーノ・マローリ                          | ノエミ・カンテーレ                       |
| カザフスタン            | ロード | アンドレイ・ミズロフ                            | [[]]                                     |
| カザフスタン            | ITT    | ドミトリ・グルズデフ                            | [[]]                                     |
| ルクセンブルク          | ロード | フランク・シュレク                              | クリスティーネ・マェールス               |
| ルクセンブルク          | ITT    | クリスティアン・ポース                          | クリスティーネ・マェールス               |
| メキシコ                | ロード | [[]]                                            | [[]]                                     |
| メキシコ                | ITT    | ベルナルド・コレックス・テポス                  | [[]]                                     |
| モルドバ                | ロード | アレクサンドル・プリューシュキン                | [[]]                                     |
| モルドバ                | ITT    | セルギウ・シオバン                              | [[]]                                     |
| モロッコ                | ロード | マウシネ・ラサイニ                              | [[]]                                     |
| モロッコ                | ITT    | [[]]                                            | [[]]                                     |
| オランダ                | ロード | ピム・リフトハルト                              | マリアンヌ・フォス                       |
| オランダ                | ITT    | ステフ・クレメント                              | マリアンヌ・フォス                       |
| ノルウェー              | ロード | アレクサンダー・クリストフ                      | フレイデス・ワースタッド                 |
| ノルウェー              | ITT    | エドヴァルド・ボアソン・ハーゲン                | カミラ・ホット                           |
| ポーランド              | ロード | [[]]                                            | アンナ・シャフラニエツ                   |
| ポーランド              | ITT    | トマシュ・マルチィンスキ                        | マヤ・ヴウォシュチョヴスカ               |
| ポルトガル              | ロード | ジョアン・カブレイラ                            | セリナ・カルピンテイロ                   |
| ポルトガル              | ITT    | ネルソン・オリヴェイラ                          | イザベル・カエターノ                     |
| ロシア                  | ロード | パヴェル・ブルット                              | [[]]                                     |
| ロシア                  | ITT    | ミハイル・イグナティエフ                        | [[]]                                     |
| セルビア                | ロード | ジョルト・デル                                  | イェレナ・エリック                       |
| セルビア                | ITT    | ジョルト・デル                                  | ヨヴァナ・クルティニチュ                 |
| スロベニア              | ロード | グレガ・ボレ                                    | ポロナ・バタゲリ                         |
| スロベニア              | ITT    | ヤネス・ブライコヴィッチ                        | ポロナ・バタゲリ                         |
| スペイン                | ロード | ホセ・ホアキン・ロハス                          | ロサ・マリア・ブラーボ                   |
| スペイン                | ITT    | ルイス・レオン・サンチェス                      | エネリトス・イトゥリアーガ・エチェバリア |
| スウェーデン            | ロード | フィリップ・リンダウ                            | エマ・ヨハンソン                         |
| スウェーデン            | ITT    | グスタヴ・ラルソン                              | エミリア・ファーリン                     |
| スイス                  | ロード | ファビアン・カンチェラーラ                      | パルカーレ・シュニーダー                 |
| スイス                  | ITT    | マルティン・コーラー                            | パルカーレ・シュニーダー                 |
| ウクライナ              | ロード | オレクサンドル・クヴァチュク                    | [[]]                                     |
| ウクライナ              | ITT    | オレクサンドル・クヴァチュク                    | ハンナ・ソロヴェイ                       |
| アメリカ合衆国          | ロード | マックス・コラス                                | ロビン・ファリーナ                       |
| アメリカ合衆国          | ITT    | ジョナサン・ヤコブ                              | エヴリン・スティーヴンス                 |
| ベネズエラ              | ロード | ミゲル・ウベト                                  | [[]]                                     |
| ベネズエラ              | ITT    | ホセ・チャコン                                  | ダニエリス・ガルシア                     |

## トラックレース

### 競輪
| 日程        | 名称                         | グレード    | 開催地 | 優勝者             | 2位                | 3位                | 2車単        | 3連単           |
| ----------- | ---------------------------- | ----------- | ------ | ------------------ | ------------------ | ------------------ | ------------ | --------------- |
| 2/4〜2/6    | 東西王座戦                   | GII・東日本 | 豊橋   | 武田豊樹（茨城）   | 海老根恵太（千葉） | 飯嶋則之（栃木）   | 7－9 1090円  | 7－9－8 10620円 |
| 2/4〜2/6    | 東西王座戦                   | GII・西日本 | 豊橋   | 村上博幸（京都）   | 坂本健太郎（福岡） | 加藤慎平（岐阜）   | 1－6 3670円  | 1－6－2 39860円 |
| 3/1〜3/6    | 日本選手権競輪               | GI          | 名古屋 | 村上義弘（京都）   | 山口幸二（岐阜）   | 兵藤一也（群馬）   | 3－1 620円   | 3－1－2 4650円  |
| 4/7〜4/10   | 共同通信社杯春一番           | GII         | 武雄   | 武田豊樹（茨城）   | 長塚智広（茨城）   | 松岡貴久（熊本）   | 9－2 590円   | 9－2－5 4490円  |
| 5/3〜5/5    | SSシリーズ風光る             | GI          | 松戸   | 成田和也（福島）   | 伏見俊昭（福島）   | 大塚健一郎（大分） | 6－2 5320円  | 6－2－8 44110円 |
| 5/14〜5/15  | スーパープロピストレーサー賞 | FII         | 防府   | 海老根恵太（千葉） | 佐藤友和（岩手）   | 山口幸二（岐阜）   | 2－4 2490円  | 2－4－3 23570円 |
| 6/2〜6/5    | 高松宮記念杯競輪             | GI          | 前橋   | 深谷知広（愛知）   | 村上義弘（京都）   | 伏見俊昭（福島）   | 1－9 2380円  | 1－9－5 17120円 |
| 6/30〜7/3   | 寬仁親王牌                   | GI          | 弥彦   | 浅井康太（三重）   | 山口幸二（岐阜）   | 坂上樹大（石川）   | 4－3 710円   | 4－3－6 10060円 |
| 7/22〜7/23  | サマーナイトフェスティバル   | GII         | 松山   | 神山雄一郎（茨城） | 深谷知広（愛知）   | 長塚智広（茨城）   | 1－5 11120円 | 1－5－9 30160円 |
| 8/4〜8/7    | 全日本選抜競輪               | GI          | 岸和田 | 伏見俊昭（福島）   | 佐藤慎太郎（福島） | 村上義弘（京都）   | 7－3 680円   | 7－3－1 4110円  |
| 8/31〜9/5   | オールスター競輪             | GI          | 岐阜   | 浅井康太（三重）   | 山口幸二（岐阜）   | 佐藤友和（岩手）   | 4－7 1930円  | 4－7－3 23050円 |
| 10/7〜10/10 | 共同通信社杯秋本番           | GII         | 松阪   | 小野俊之（大分）   | 浅井康太（三重）   | 松岡貴久（熊本）   | 4－5 6400円  | 4－5－3 20880円 |
| 12/1〜12/4  | 競輪祭                       | GI          | 小倉   | 長塚智広（茨城）   | 武田豊樹（茨城）   | 海老根恵太（千葉） | 4－2 920円   | 4－2－9 4520円  |
| 12/28       | ヤンググランプリ             | GII         | 平塚   | 柴田竜史（静岡）   | 相川永伍（埼玉）   | 坂口晃輔（三重）   | 5－7 12150円 | 5－7－9 59340円 |
| 12/29       | ナショナルチームカップ       | FII         | 平塚   | 渡邉一成（福島）   | 河端朋之（岡山）   | 新田祐大（福島）   | 2－6 8000円  | 2－6－5 20220円 |
| 12/30       | KEIRINグランプリ2011         | GP          | 平塚   | 山口幸二（岐阜）   | 武田豊樹（茨城）   | 浅井康太（三重）   | 2－5 17770円 | 2－5－7 62150円 |

### 全日本自転車競技選手権大会
10月14日〜16日 静岡県・伊豆ベロドローム
| 性別 | 種目                 | 優勝者        | 2位        | 3位             |
| ---- | -------------------- | ------------- | ---------- | --------------- |
| 男子 | スプリント           | 新田祐大      | 渡邉一成   | 河端朋之        |
| 男子 | ケイリン             | 新田祐大      | 河端朋之   | 中川誠一郎      |
| 男子 | チームスプリント     | 強化A/JPCA    | 強化B/JPCA | JPCA群馬        |
| 男子 | ポイントレース       | 入部正太朗    | 橋本英也   | 安原大貴        |
| 男子 | マディソン           | 強化/愛三工業 | 福島       | 学連/早稲田大学 |
| 男子 | 個人追抜             | 橋本英也      | 近谷涼     | 矢野智哉        |
| 男子 | 団体追抜             | 岐阜          | 学連       | JPCA大分        |
| 男子 | 1kmタイムトライアル  | 中川誠一郎    | 稲毛健太   | 坂本貴史        |
| 男子 | スクラッチ           | 高橋翔太      | 佐野伸弥   | 畑段嵐士        |
| 男子 | オムニアム           | 西谷泰治      | 盛一大     | 窪木一茂        |
| 女子 | スプリント           | 前田佳代乃    | 石井寛子   | 渡邊ゆかり      |
| 女子 | ケイリン             | 石井寛子      | 山原さくら | 加瀬加奈子      |
| 女子 | チームスプリント     | 強化A         | 強化B      | －              |
| 女子 | ポイントレース       | 井上玲美      | 木村亜美   | 吉川美穂        |
| 女子 | 個人追抜             | 井上玲美      | 田中まい   | 小林莉子        |
| 女子 | 団体追抜             | 強化          | 千葉       | －              |
| 女子 | 500mタイムトライアル | 前田佳代乃    | 小島蓉子   | 白井美早子      |
| 女子 | オムニアム           | 加瀬加奈子    | 田畑真紀   | 上野みなみ      |

### 全日本プロ選手権自転車競技大会
5月16日 防府競輪場
| 種目                | 優勝者            | 2位               | 3位               |
| ------------------- | ----------------- | ----------------- | ----------------- |
| ケイリン            | 武田豊樹 (関東)   | 神山雄一郎 (関東) | 永井清史 (中部)   |
| 1kmタイムトライアル | 新田祐大 (北日本) | 大森慶一 (北日本) | 稲毛健太 (近畿)   |
| スプリント          | 北津留翼 (九州)   | 渡邉一成 (北日本) | 金子貴志 (中部)   |
| チームスプリント    | 北日本            | 関東              | 四国              |
| 個人追抜            | 山下一輝 (中国)   | 網谷竜次 (四国)   | 倉野隆太郎 (中部) |
| 団体追抜            | 九州              | 近畿              | 関東              |
| エリミネイション    | 中曽直彦 (南関東) | 安東英博 (九州)   | 松浦悠士 (中国)   |

### 全日本アマチュア自転車競技選手権大会
5月28日、29日 立川競輪場
| 性別 | 種目                 | 優勝者     | 2位        | 3位        |
| ---- | -------------------- | ---------- | ---------- | ---------- |
| 男子 | ケイリン             | 今井一誠   | 野口大誠   | 石口慶太   |
| 男子 | 1kmタイムトライアル  | 奥原亨     | 池野健太   | 吉川勇気   |
| 男子 | スプリント           | 古庄豊全   | 橋本凌甫   | 奥原亨     |
| 男子 | チームスプリント     | 学連       | 三重県     | 兵庫県     |
| 男子 | 個人追抜             | 窪木一茂   | 矢野智哉   | 長瀬幸治   |
| 男子 | 団体追抜             | 岐阜県     | 学連       | 和歌山県   |
| 男子 | ポイントレース       | 長瀬幸治   | 堀内俊介   | 三浦康嵩   |
| 男子 | スクラッチ           | 緑川竣一   | 六峰亘     | 一丸尚伍   |
| 女子 | 500mタイムトライアル | 前田佳代乃 | 中川諒子   | 沼部早紀子 |
| 女子 | スプリント           | 山原さくら | 前田佳代乃 | 中川諒子   |
| 女子 | 個人追抜             | 井上玲美   | 萩原麻由子 | 豊岡英子   |
| 女子 | ポイントレース       | 石井寛子   | 加瀬加奈子 | 萩原麻由子 |

### 6日間レース
| 日程         | 開催地                     | 優勝者                                        | 2位                                               | 3位                                             |
| ------------ | -------------------------- | --------------------------------------------- | ------------------------------------------------- | ----------------------------------------------- |
| 1/6〜1/11    | ロッテルダム               | ダニー・スタム レオン・ファンボン             | ケニー・デケテル イルヨ・カイセ                   | ロベルト・バルトコ ピム・リフトハルト           |
| 1/13〜1/18   | ブレーメン                 | ローベルト・バルトコ ローベルト・ベングシュ   | フランコ・マルヴリ アレクサンダー・エーシュバッハ | イェンス＝エリック・マードセン マーク・ヘスター |
| 1/27〜2/1    | ベルリン                   | ローベルト・バルトコ ローガー・クルーゲ       | リー・ハワード キャメロン・マイヤー               | アレックス・ラスムセン ミカエル・メルケフ       |
| 2/3〜2/8     | コペンハーゲン             | アレックス・ラスムセン ミカエル・メルケフ     | イェンス＝エリック・マードセン マーク・ヘスター   | ダニー・スタム レオン・ファンボン               |
| 6/27〜7/2    | フィオレンツオーラ・ダルダ | ジャコポ・グアルニエリ エリア・ヴィヴィアーニ | ライフ・ランパーター フランコ・マルヴリ           | イリ・ホフマン マルティン・ブラハ               |
| 9/5〜9/10    | ブラバント                 | ユリ・ハヴィク ニック・ストップレル           | ロイク・ペッリツォーロ シリユ・ティエリ           | ヘルト＝ヤン・ヨンクマン ロイ・ピータース       |
| 10/17〜10/22 | アムステルダム             | イルヨ・カイセ ニキ・テルプストラ             | ペーター・スヘプ ウィム・ストルティンハ           | ユリ・ハヴィク ニック・ストップレル             |
| 10/27〜11/1  | グルノーブル               | イルヨ・カイセ モルガン・クネスキ             | フランコ・マルヴリ アレクサンダー・エーシュバッハ | ケニー・デ・ケテル ティム・メルテンス           |
| 11/22〜11/27 | ヘント                     | ローベルト・バルトコ ケニー・デ・ケテル       | ペーター・スヘプ ウィム・ストルティンハ           | モルガン・クネスキ マーク・ヘスター             |
| 11/30〜12/3  | チューリッヒ               | フランコ・マルヴリ イルヨ・カイセ             | シルヴァン・ディイエ グレン・オシェイ             | ダニーロ・ホンド ローベルト・バルトコ           |

## マウンテンバイク

### アジアマウンテンバイク選手権
6月10日〜12日  中国
| 性別 | 種目             | 優勝者                     | 2位                | 3位                          |
| ---- | ---------------- | -------------------------- | ------------------ | ---------------------------- |
| 男子 | クロスカントリー | 山本幸平                   | 平野星矢           | ウェイソン・トン             |
| 男子 | ダウンヒル       | タナフォン・ジャルペン     | 井手川直樹         | 永田隼也                     |
| 女子 | クロスカントリー | 史慶蘭                     | 片山梨絵           | リウ・イン                   |
| 女子 | ダウンヒル       | ヴィパヴェー・デーカバレス | リサ・スセアンティ | アウサネー・プラドゥピアルド |

### 全日本マウンテンバイク選手権大会
7月16日〜17日 長野県・富士見パノラマリゾート
| 性別 | 種目             | 優勝者   | 2位        | 3位        |
| ---- | ---------------- | -------- | ---------- | ---------- |
| 男子 | クロスカントリー | 山本幸平 | 平野星矢   | 小野寺健   |
| 男子 | ダウンヒル       | 清水一輝 | 井手川直樹 | 青木卓也   |
| 女子 | クロスカントリー | 片山梨絵 | 中込由香里 | 矢沢みつみ |
| 女子 | ダウンヒル       | 末政実緒 | 中村美佳   | 中川弘佳   |

## BMX

### UCI BMXワールドカップ
総合成績
| 性別 | 優勝者           | 2位                | 3位                            |
| ---- | ---------------- | ------------------ | ------------------------------ |
| 男子 | ジョリ・ドデ     | マーク・ウィラーズ | レイモン・ファン・デル・ビゼン |
| 女子 | サラ・ウォーカー | マガリ・ポティエ   | マリアナ・パホン               |

### アジアBMX選手権
5月19日  中国
| 性別 | 優勝者     | 2位      | 3位        |
| ---- | ---------- | -------- | ---------- |
| 男子 | 三瓶将廣   | 高橋堅太 | 松下巽     |
| 女子 | ユエ・コン | ル・ヤン | リユン・マ |

### 全日本BMX選手権大会
10月30日 広島県・土師ダム
| 性別 | 優勝者   | 2位      | 3位      |
| ---- | -------- | -------- | -------- |
| 男子 | 長迫吉拓 | 高橋堅太 | 池田大暉 |

## シクロクロス

### UCIシクロクロスワールドカップ
| 性別 | 総合優勝者               | 2位                    | 3位                |
| ---- | ------------------------ | ---------------------- | ------------------ |
| 男子 | ニールス・アルベルト     | ケヴィン・パウウェルス | スヴェン・ネイス   |
| 女子 | サンヌ・ファン・パーセン | キャサリン・コンプトン | マリアンヌ・フォス |

### スーパープレスティージュ
| 総合優勝者       | 2位                    | 3位                    |
| ---------------- | ---------------------- | ---------------------- |
| スヴェン・ネイス | ケヴィン・パウウェルス | ズデネク・シュティバル |

### GvAトロフェー
| 性別 | 総合優勝者       | 2位                    | 3位                              |
| ---- | ---------------- | ---------------------- | -------------------------------- |
| 男子 | スヴェン・ネイス | ズデネク・シュティバル | ケヴィン・パウウェルス           |
| 女子 | サンヌ・カント   | ヘレン・ワイマン       | ダフニー・ファン・デン・ブラント |

### 全日本シクロクロス選手権大会
12月11日、滋賀県、マキノ高原スキー場
| 性別 | 優勝     | 2位        | 3位      |
| ---- | -------- | ---------- | -------- |
| 男子 | 竹之内悠 | 辻浦圭一   | 山本幸平 |
| 女子 | 豊岡英子 | 宮内佐季子 | 福本千佳 |